# Fer 56
table
Le fer 56, noté 56Fe, est l'isotope du fer dont le nombre de masse est égal à 56 : son noyau atomique compte 26 protons et 30 neutrons avec un spin 0+ pour une masse atomique de 55,934 936 g/mol. Il est caractérisé par un excès de masse de −60 607 keV et une énergie de liaison nucléaire par nucléon de 8 790,36 keV.
Le 56Fe est un isotope stable, et est l'isotope le plus abondant du fer, avec une abondance naturelle de 91,754 %. Il a la particularité d'avoir la plus faible masse par nucléon de tous les noyaux atomiques : 930 174 keV/A. En revanche, il n'a pas l'énergie de liaison par nucléon la plus élevée, cette distinction revenant au nickel 62. Cette nuance est simplement due au fait que les neutrons sont un peu plus massifs que les protons, et que le nickel 62 a une proportion de neutrons un peu plus élevée que le fer 56.
Le fer 56 résulte de deux désintégrations β+ successives du nickel 56 en cobalt 56 puis en fer 56 :
{\displaystyle \mathrm {^{56}_{28}Ni\ {\xrightarrow[{6,075\ jours}]{\beta ^{+}\ 2,136\ MeV}}\ {}_{27}^{56}Co\ {\xrightarrow[{77,24\ jours}]{\beta ^{+}\ 4,566\ MeV}}\ {}_{26}^{56}Fe} }
Le nickel 56 est le produit final des réactions α qui se déroulent au cœur d'étoiles massives à des températures comprises entre 2,7 et 3,5 GK (milliards de kelvins) en convertissant le silicium 28 en nickel 56 par fusions successives de l'équivalent de sept noyaux d'hélium. C'est ce qui explique l'abondance élevée du fer dans l'Univers. Ces réactions s'arrêtent au niveau du nickel car leur poursuite, pour former du zinc 60 à partir du nickel 56, consommerait de l'énergie au lieu d'en libérer : l'énergie de liaison par nucléon du zinc 60 est en effet inférieure à celle du nickel 56, l'énergie de liaison nucléaire étant maximale au niveau du nickel ; c'est ce qui explique que la fission des atomes plus lourds que le nickel libère de l'énergie tandis que c'est la fusion des atomes plus légers que le nickel qui libère de l'énergie.

## Articles liés
- Fer
- Isotopes du fer
- Table des isotopes
- Nickel 56

| 1 | H  |    |    |    |    |    |    |    |    |    |    |    |    |    |    |    |    |    |    |    |    |    |    |    |    |    |    |    |    |    |    | He |
| 2 | Li | Be |    |    |    |    |    |    |    |    |    |    |    |    |    |    |    |    |    |    |    |    |    |    |    |    | B  | C  | N  | O  | F  | Ne |
| 3 | Na | Mg |    |    |    |    |    |    |    |    |    |    |    |    |    |    |    |    |    |    |    |    |    |    |    |    | Al | Si | P  | S  | Cl | Ar |
| 4 | K  | Ca |    |    |    |    |    |    |    |    |    |    |    |    |    |    | Sc | Ti | V  | Cr | Mn | Fe | Co | Ni | Cu | Zn | Ga | Ge | As | Se | Br | Kr |
| 5 | Rb | Sr |    |    |    |    |    |    |    |    |    |    |    |    |    |    | Y  | Zr | Nb | Mo | Tc | Ru | Rh | Pd | Ag | Cd | In | Sn | Sb | Te | I  | Xe |
| 6 | Cs | Ba | La | Ce | Pr | Nd | Pm | Sm | Eu | Gd | Tb | Dy | Ho | Er | Tm | Yb | Lu | Hf | Ta | W  | Re | Os | Ir | Pt | Au | Hg | Tl | Pb | Bi | Po | At | Rn |
| 7 | Fr | Ra | Ac | Th | Pa | U  | Np | Pu | Am | Cm | Bk | Cf | Es | Fm | Md | No | Lr | Rf | Db | Sg | Bh | Hs | Mt | Ds | Rg | Cn | Nh | Fl | Mc | Lv | Ts | Og |